# Enantiornithes
Enantiornithes sunt un grup dispărut de avialae („păsări“, în sens larg), cel mai abundent grup divers și cunoscut din era Mezozoică. Ca multe alte păsări primitive, cele mai multe enantiornite aveau aripi echipate cu gheare și o gură cu dinți, dar altfel semănau mult cu niște păsări moderne în exterior. Enantiornitele au dispărut la granița Cretacic-Paleogen, împreună cu hesperornitidele și toți ceilalți dinozauri non-aviari. Se crede că nu au descendenți vii.